# Pedicularis gracilis
Pedicularis gracilis är en snyltrotsväxtart. Pedicularis gracilis ingår i släktet spiror, och familjen snyltrotsväxter.

## Underarter
Arten delas in i följande underarter:
- P. g. gracilis
- P. g. macrocarpa
- P. g. sinensis
- P. g. stricta